# Gradanpassad skärning
Gradanpassade skärningar innebär att ett teckensnittet finns i flera olika versioner (skärningar), som anpassats för att ge en så klar ordbild som möjligt vid en specifik storlek (grad).
Exempelvis finns teckensnittet Minion Pro Opticals i ett flertal gradanpassade skärningar, bland andra:
- Minion Pro Caption, som är något fylligare och passar bra i större stilar,
- Minion Pro Regular, som passar bra i brödtext, och
- Minion Pro Subhead, som är något smalare och passar bra i mindre storlekar.